# Anna Luxton
Anna Luxton (* 12. Dezember 1981) ist eine britische Badmintonspielerin von den Falklandinseln. 

## Karriere
Anna Luxton nahm 2010 an den Commonwealth Games teil. Sie startete dabei im Mixed, im Doppel und im Team, schied jedoch jeweils in der Vorrunde aus. Ein Jahr später startete sie bei den Island Games.